# Barri de Rabassa

Situació del barri de Rabassa dins Alacant

Rabassa és un barri de la ciutat d'Alacant, al País Valencià. Limita al nord amb el barri de la Divina Pastora; a l'est amb els de la Ciutat Jardí i la Mare de Déu del Remei; al sud amb el de la Tómbola; i a l'oest amb el del Polígon de Sant Blai. Segons el padró municipal de 2014, té una població de 2.990 habitants.
En el barri de Rabassa es troba la seu del Comandament d'Operacions Especials de l'Exèrcit de Terra espanyol. Aquest barri, per irregularitats relacionades amb el pla parcial del seu nom, ha donat lloc al cas Rabassa que és una branca del cas de corrupció política Cas Brugal.